# Il segno di Zorro (film 1920)
Il segno di Zorro (The Mark of Zorro) è un film muto del 1920, diretto da Fred Niblo. Ne è protagonista Douglas Fairbanks, che ne firmò anche la sceneggiatura con lo pseudonimo di Elton Thomas. Gli altri interpreti erano Noah Beery Sr., Charles Hill Mailes, Claire McDowell, Marguerite De La Motte, Robert McKim.
È il primo film in assoluto incentrato sul personaggio di Zorro ("Volpe" in spagnolo), e la storia è tratta dal primo romanzo in cui compare il personaggio, La maledizione di Capistrano di Johnston McCulley, apparso in cinque puntate nel 1919 su All Star Weekly. Il successo del film convinse McCulley a riprendere il personaggio di Zorro in numerosi altri romanzi e racconti.
Nel 1925 uscì un sequel, Don X, figlio di Zorro, diretto da Donald Crisp: Fairbanks interpretò Don Cesar, il figlio cresciuto di Diego/Zorro, oltre a riprendere il suo ruolo di Don Diego.

## Trama
Don Diego Vega è un damerino, figlio di don Alejandro, ricco ranchero nella vecchia California spagnola del 1800. I latifondisti tengono in condizione di semi schiavitù i peones e Diego, per cercare di difenderli, si traveste e, mascherato, si presenta come il vendicatore dei poveri nelle vesti di Zorro, un Robin Hood spagnoleggiante. Atletico e ironico, Zorro diventa il campione del popolo contro l'arroganza del governatore e del capitano Juan Ramon, distribuendo le sue "Zeta" a colpi di spada contro l'oppressore. Innamorato della bella Lolita Pulido, Diego deve fare i conti con un altro corteggiatore, il capitano Ramon, e anche con un rivale inusitato: lui stesso nelle vesti di Zorro.

## Produzione
Il film fu girato in California nei dintorni di Los Angeles, nella San Fernando Valley e alle Shadow Hills (Sunland), dove venne ricreato il paesaggio che fa da sfondo alla storia, quello della California del 1820.

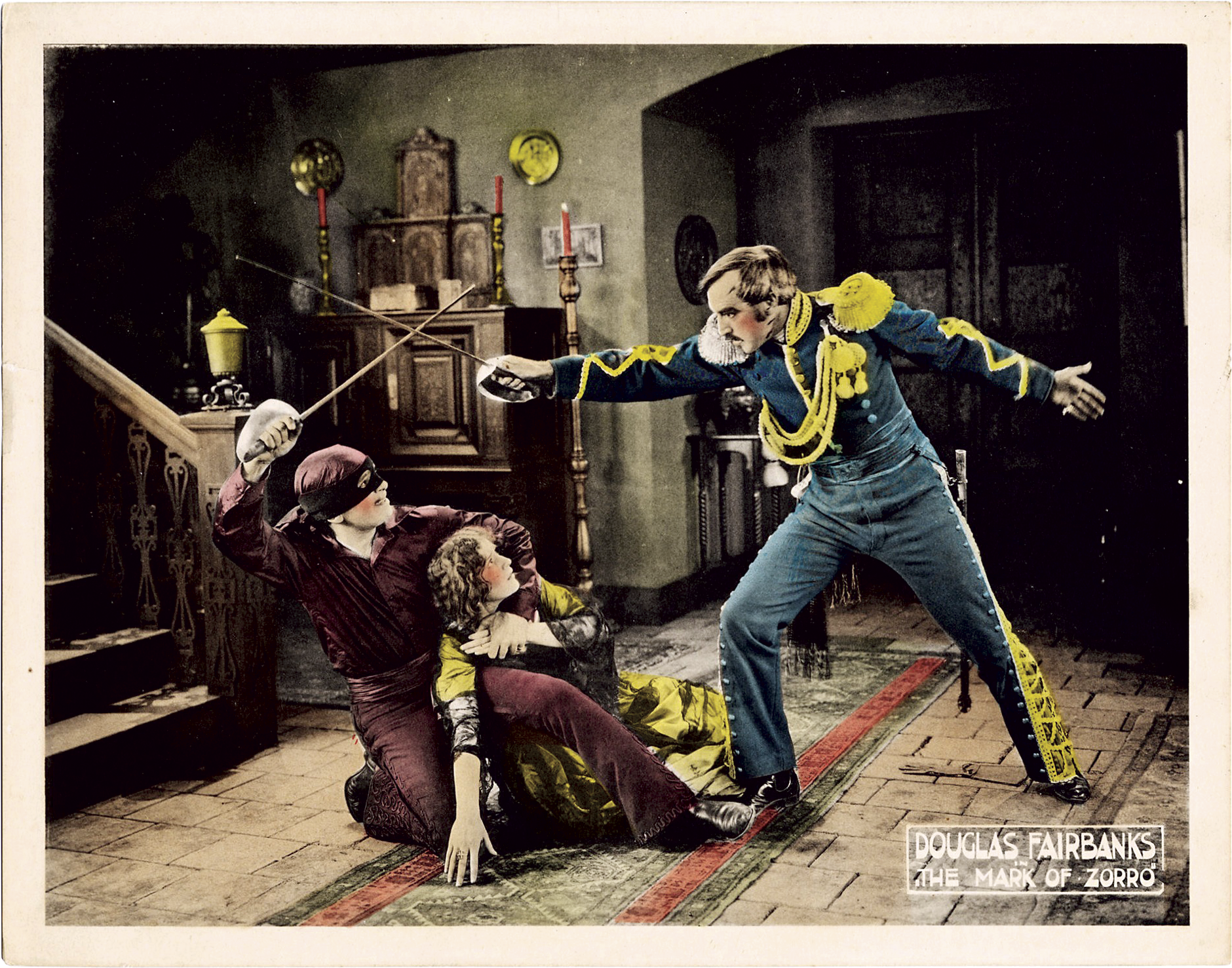
Una scena del film

La regia venne affidata a Fred Niblo, un regista reduce da tutta una serie di buoni film, interpretati dalla moglie Enid Bennett, che avevano avuto ottimo esito al botteghino. Al suo fianco, un assistente molto competente, Theodore Reed, cui furono affidate le scene spettacolari di inseguimenti e cavalcate. Al contrario di quasi tutti gli altri suoi film, in questo, Fairbanks venne sostituito da Chuck Lewis che gli fece da controfigura nelle scene più pericolose.
Per istruire nella scherma Noah Beery e Robert McKim, fu ingaggiato lo schermitore belga Harry Uttenhover.
Le scene, che ricreavano la piccola città di Los Angeles dei primi dell'Ottocento, furono realizzate nella San Fernando Valley. Si racconta che tutta la troupe partecipò attivamente (e coraggiosamente) allo spegnimento di un incendio che minacciava di distruggere la scenografia all'aperto e gli edifici costruiti nella valle.
Nel film furono codificati i tratti di Zorro che poi vennero ripresi nei film seguenti. Inoltre il film ispirò Bob Kane nella creazione del personaggio di Batman

## Distribuzione
La United Artists, fondata il 5 febbraio 1919, distribuì tra i suoi primi film Il segno di Zorro che fu il quarto film di Fairbanks per la U.A. Proiettato al Capitol Theatre di New York, il film ebbe un tale successo che, nelle prime settimane, la polizia dovette restare presente davanti al teatro per regolare l'afflusso della folla degli spettatori.

### Data di uscita
Il film venne distribuito in varie nazioni:
- USA 27 novembre 1920 New York
- USA 5 dicembre 1920
- Giappone 11 novembre 1921
- Francia 20 gennaio 1922
- Italia 23 giugno 1922
- Austria 16 ottobre 1925
- Portogallo 1º marzo 1926
- Germania 1º giugno 1926
- Austria 8 aprile 1927 (riedizione)

Il film venne distribuito con varî titoli:
- The Mark of Zorro (titolo originale USA)
- Das Zeichen des Zorro (Germania)
- Il segno di Zorro (Italia)
- La marca del Zorro (Spagna)
- Le Signe de Zorro (Francia)
- O Sinal do Zorro (Portogallo)
- To simadi tou Zorro (Grecia)
- Zorro jele (Ungheria)
- Zorro, der Rächer (Austria)
- Zorron merkki (Finlandia)

Il film venne riedito nel 1970 con una versione di 107 minuti. Venne distribuito in VHS e poi in varie edizioni nel 1999, 2002, 2004, 2006 e 2008 in DVD

## Accoglienza e impatto
Il New York Times ha dato al film una recensione mista.
Il biografo di Fairbanks Jeffrey Vance, valutando l'eredità del film nel 2008, scrive: "Il segno di Zorro è una pietra miliare, non solo nella carriera di Douglas Fairbanks, ma anche nello sviluppo del film d'azione e avventura. Con questo, il suo trentesimo film, Fairbanks stava passando dalle commedie ai film in costume per i quali è meglio ricordato. Invece di riflettere i tempi, Il segno di Zorro offre un'infusione del passato romantico con un tocco contemporaneo... Oltre a ridare energia alla sua carriera e ridefinire un genere, Il segno di Zorro di Fairbanks ha contribuito a rendere popolare una delle creazioni durature della narrativa americana del ventesimo secolo, un personaggio che è stato il prototipo di eroi dei fumetti come Batman."
Il segno di Zorro è stato conservato dall'Academy Film Archive nel 2012.

## Connessione con Batman
Nella continuità DC Comics, è stabilito che Il segno di Zorro era il film che il giovane Bruce Wayne aveva visto con i suoi genitori in un cinema, pochi istanti prima che venissero uccisi davanti ai suoi occhi da un delinquente armato. Zorro è spesso ritratto come l'eroe dell'infanzia di Bruce e un'influenza sul suo personaggio di Batman. Ci sono discrepanze riguardo alla versione che Bruce ha visto: Batman: Il ritorno del Cavaliere Oscuro afferma che era la versione di Tyrone Power, mentre una storia di Alan Grant sosteneva che fosse l'originale muto del 1920. Bill Finger è stato ispirato dallo Zorro di Fairbanks, comprese le somiglianze nei costumi, la "Batcaverna" e la grotta di Zorro e identità segrete inaspettate, soprattutto perché il personaggio di Batman precede di un anno il remake di Tyrone Power. I poster di Il segno di Zorro (1940) e del film Excalibur (1981) sono stati utilizzati per una scena di Batman v Superman: Dawn of Justice.
Nella serie animata Justice League Unlimited, un flashback della fatidica notte stabilisce che per la continuità DCAU Bruce e i suoi genitori stavano vedendo Il segno di Zorro ma non indica quale versione. Nei precedenti episodi di Batman: The Animated Series, il personaggio immaginario Fantasma Grigio, un eroe di pulp fiction ispirato all'Uomo Ombra, è l'ispirazione per il giovane Bruce Wayne.
Nell'episodio della quinta stagione "Ace Chemicals" di Gotham, il cattivo Jeremiah Valeska filma la sua versione del film per prendere in giro Bruce Wayne. I crediti per la sua versione iniziano con i titoli di coda che lo riconoscono come la versione di Douglas Fairbanks.
Nonostante le date del copyright, sia Zorro che Batman sono stati oggetto di controversie per stabilire se il materiale originale fosse diventato di pubblico dominio.